# A New Orleans Saints 2008-as szezonja
A New Orleans Saints 2008-as szezonja a csapat 42. szezonja a National Football League-ben. A csapat a 2007-es alapszakaszt 7-9-es mutatóval zárta, így nem jutottak be a rájátszásba.

## Menetrend

### Előszezon
| Hét | Dátum               | Ellenfél           | Időpont     | Helyszín                      | TV   | Eredmény | Record | Összefoglaló |
| --- | ------------------- | ------------------ | ----------- | ----------------------------- | ---- | -------- | ------ | ------------ |
| 1   | 2008. augusztus 7.  | Arizona Cardinals  | 8:00 pm EDT | University of Phoenix Stadion | ESPN | Gy 24-10 | 1-0    | NFL.com      |
| 2   | 2007. augusztus 16. | Houston Texans     | 8:00 pm EDT | Louisiana Superdome           | CST  | V 27-19  | 1-1    | NFL.com      |
| 3   | 2007. augusztus 23. | Cincinnati Bengals | 7:30 pm ET  | Paul Brown Stadion            | CST  | Gy 13-0  | 2-1    | NFL.com      |
| 4   | 2007. augusztus 28. | Miami Dolphins     | 8:00 pm ET  | Louisiana Superdome           | CST  | V 14-10  | 2-2    | NFL.com      |

### Főszezon
2008. október 26-án a Saints az NFL történetében másodszor, Európában játssza egyik alapszakaszbeli meccsét a San Diego Chargers ellen, Londonban, a Wembley stadionban. A meccsen a New Orleans lesz a "hazai" csapat.
| Hét | Dátum                | Időpont                   | Ellenfél             | Helyszín                | TV   | Eredmény | Record | Összefoglaló |
| --- | -------------------- | ------------------------- | -------------------- | ----------------------- | ---- | -------- | ------ | ------------ |
| 1   | 2008. szeptember 7.  | 1:00 p.m. ET (19.00 CEST) | Tampa Bay Buccaneers | Louisiana Superdome     | FOX  | 24-20    | 1-0    | NFL.com      |
| 2   | 2008. szeptember 14. | 1:00 p.m. (19.00 CEST)    | Washington Redskins  | Fedex Field             | FOX  | 24-29    | 1-1    | NFL.com      |
| 3   | 2008. szeptember 21. | 4:05 p.m. (22.05 CEST)    | Denver Broncos       | Invesco Field           | CBS  | 32-34    | 1-2    | NFL.com      |
| 4   | 2008. szeptember 28. | 1:00 p.m. (19.00 CEST)    | San Francisco 49ers  | Louisiana Superdome     | FOX  | 31-17    | 2-2    | NFL.com      |
| 5   | 2008. október 6.     | 8:30 p.m. (02.30 CEST)    | Minnesota Vikings    | Louisiana Superdome     | ESPN |          |        |              |
| 6   | 2008. október 12.    | 1:00 p.m. (19.00 CEST)    | Oakland Raiders      | Louisiana Superdome     | CBS  |          |        |              |
| 7   | 2008. október 19.    | 1:00 p.m. (19.00 CEST)    | Carolina Panthers    | Bank of America Stadium | FOX  |          |        |              |
| 8   | 2008. október 26.    | 1:00 p.m. (19.00 CEST)    | San Diego Chargers*  | Wembley Stadion         | CBS  |          |        |              |
| 9   | 2008. november 2.    | Bye                       | Bye                  | Bye                     | Bye  | Bye      | Bye    |              |
| 10  | 2008. november 9.    | 1:00 p.m. (19.00 CET)     | Atlanta Falcons      | Georgia Dome            | FOX  |          |        |              |
| 11  | 2008. november 16.   | 1:00 p.m. (19.00 CET)     | Kansas City Chiefs   | Arrowhead Stadion       | FOX  |          |        |              |
| 12  | 2008. november 24.   | 8:30 p.m. (02.30 CET)     | Green Bay Packers    | Louisiana Superdome     | ESPN |          |        |              |
| 13  | 2008. november 30.   | 1:00 p.m. (19.00 CET)     | Tampa Bay Buccaneers | Raymond James Stadium   | FOX  |          |        |              |
| 14  | 2008. december 7.    | 1:00 p.m. (19.00 CET)     | Atlanta Falcons      | Louisiana Superdome     | FOX  |          |        |              |
| 15  | 2008. december 11.   | 8:15 p.m. (02.15 CET)     | Chicago Bears        | Soldier Field           | NFLN |          |        |              |
| 16  | 2008. december 21.   | 1:00 p.m. (19.00 CET)     | Detroit Lions        | Ford Field              | FOX  |          |        |              |
| 17  | 2008. december 28.   | 1:00 p.m. (19.00 CET)     | Carolina Panthers    | Louisiana Superdome     | FOX  |          |        |              |